# Euscorpius vailatii
Espèce
Euscorpius vailatii est une espèce de scorpions de la famille des Euscorpiidae.

## Distribution
Cette espèce est endémique de Grèce. Elle se rencontre en Phocide, en Étolie et en Acarnanie.

## Description
Le mâle holotype mesure 29,63 mm et la femelle paratype 26,65 mm.

## Étymologie
Cette espèce est nommée en l'honneur de Dante Vailati.

## Publication originale
- Tropea & Fet, 2015 : Two New Euscorpius Species from Central-Western Greece (Scorpiones: Euscorpiidae). Euscorpius, no 199, p. 1-16 (texte intégral).